# 위안세
위안세(韋安世, ? ~ ?)는 전한 말기의 관료로, 우부풍 평릉현(平陵縣) 사람이다. 승상 위현의 손자로, 아버지 위방산은 고침령(高寢令)을 지냈다.

## 생애
군수를 역임하였고, 대홍려·장락위위를 지냈다. 조정에서 재상의 자질이 있다는 평판을 들었으나, 병들어 죽었다.

## 출전
- 반고, 《한서》
  - 권19하 백관공경표 下
  - 권73 위현전

| 전임 한 | 전한의 대홍려 기원전 25년 ~ 기원전 23년 | 후임 훈 |